# Берегове (Яворівський район)
Берегове́ (до 1960 року — Тулиголови) —  село в Україні, у Яворівському районі Львівської області. Розташоване на річці Вишні і шосе Львів—Мостиська, за 2 км на південь від залізничної станції Заріччя та за 10,5 км від райцентру. Населення становить 622 особи (станом на 2022 рік). Орган місцевого самоврядування - Мостиська міська рада.
До 1960 року село називалось Тулиголови.
Розташоване за 10,5 км від центру громади, за 2 км від залізничної станції Хоросниця. Через село пролягає автотраса М 11.

## Історія
Перша згадка датується 1426 роком.
У роки Другої світової війни на боці радянських військ билися 42 селяни, з них 25 осіб загинуло. 1948 року радянська влада створила комуністичну організацію в селі.
У радянські часи в Береговому була центральна садиба колгоспу «Росія» (5500 га землі, з них 3006 га ріллі), що спеціалізувався на молочно-м'ясному тваринництві. Колгосп припинив існування у часи незалежності України.
У селі станом на 1977 рік була школа (300 учнів і 17 вчителів), бібліотека (6000 книг), ФАП і крамниця.
Станом на 2023 рік у школі навчається 240 осіб та працює 17 вчителів
У Береговому є церква Нерукотворного Образу Господнього громади ПЦУ.

## Населення
- 875 осіб (1959)
- 703 особи (2001)

### Мова
Розподіл населення за рідною мовою за даними перепису 2001 року:
| Мова       | Кількість | Відсоток |
| ---------- | --------- | -------- |
| українська | 703       | 100%     |

## Інфраструктура
За радянських часів у себі розташовувався колгосп ім. Дзержинського тваринницько-льонарського напряму, мав 3 тис. га земельних угідь, з них 1742 га орної землі.
У селі є восьмирічна школа та середня школа сільської молоді, бібліотека, клуб.